# Uckfield
Uckfield (engelskt uttal: [ˈʌkfiːld]) är en stad och civil parish i grevskapet East Sussex i sydöstra England. Staden ligger i distriktet Wealden, mellan Royal Tunbridge Wells och Lewes. Tätorten (built-up area) hade 15 033 invånare vid folkräkningen år 2021.